# Кавладан
Кавладан е връх в Стара планина на територията на националния парк Централен Балкан. Височината му е 1710 м. В седловината между върховете Юмрука и Кавладан се намира хижа Ехо. Най-популярните изходни пунктове за изкачването на връх Кавладан са селата Рибарица и Розино.